# گرنیت کوری (کارولینای شمالی)
گرنیت کوری (به انگلیسی: Granite Quarry) شهری در ایالت کارولینای شمالی کشور ایالات متحده آمریکا است که جمعیت آن در سرشماری سال ۲۰۱۰ میلادی، ۲٬۹۳۰ نفر بوده‌است.